# Barda (fiume)
Il Barda (in russo Барда?) è un fiume della Russia europea orientale, affluente di destra della Sylva (bacino idrografico della Kama). Scorre nel Territorio di Perm', nei rajon Berëzovskij e Kišertskij e nel distretto della città di Lys'va.
La sorgente del Barda si trova ad ovest del villaggio di Kyn e scorre mediamente in direzione occidentale e sud-occidentale. Sfocia nella Sylva a 83 km dalla foce. Il fiume ha una lunghezza di 209 km, il suo bacino è di 1 970 km². Il corso del fiume è tortuoso.